# Schollbergstrasse

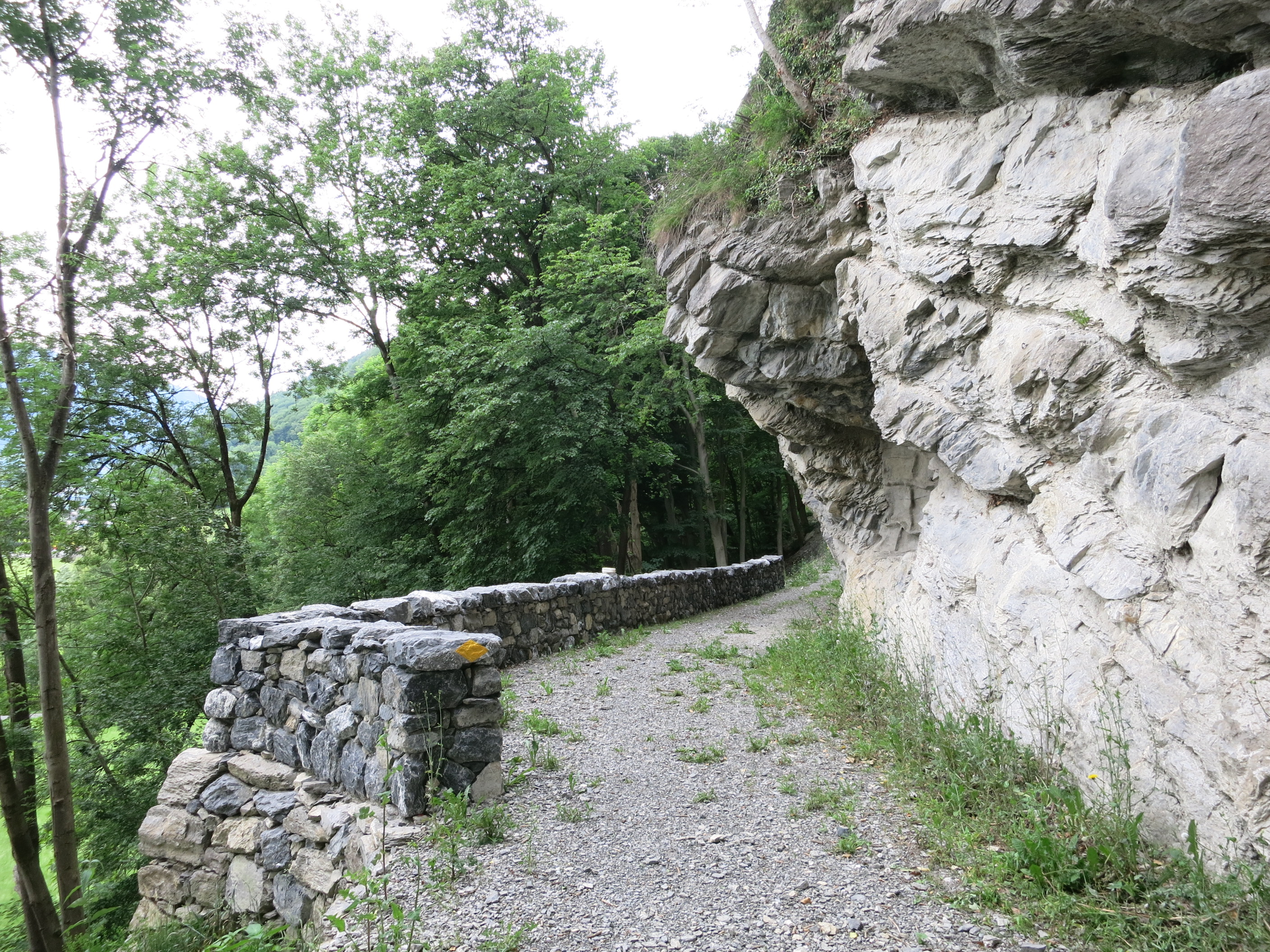
Alte Schollbergstrasse mit rekonstruierter Brüstungsmauer

Die Alte Schollbergstrasse wurde 1492 als erste «nationale» Fahrstrasse der Alten Eidgenossenschaft fertiggestellt. Die Alte Landstrasse (SG 3.1) führte von Werdenberg nach Sargans und überwand die Schlüsselstelle der linksufrigen Rheintalstrecke am Schollberg, mit der man dem seinerzeit noch «wilden» Rhein ausweichen musste.
Die Teilstücke, die nicht reurbarisiert oder durch die Staatsstrasse SG 3.2 (Kantonsstrasse von 1822) überprägt sind, gelten laut dem Inventar historischer Verkehrswege der Schweiz (IVS) als historischer Verkehrsweg von nationaler Bedeutung. Nach dem Bau der Kantonsstrasse von 1822 verlor die alte Schollbergstrasse ihre bisherige Bedeutung.

## Geschichte

Militärischer Strassenposten, alte Schollbergstrasse vor Howand um 1800

In römischer Zeit war die rechtsrheinische Strasse über den St. Luzisteig die Nord-Süd-Hauptverbindung. Die linksrheinische führte über den Saumpass Matug bei Trübbach, da der Rhein bis etwa 1850 (Rheinkorrektion) an den Fuss des Schollbergs reichte. Als einzigartige Sperrpunkte waren Luzisteig und Matug schon frühzeitig befestigt.
Mit der Übernahme der Grafschaften Sargans und Werdenberg durch die sieben eidgenössischen Orte 1483 benötigten diese eine bessere Verbindung mit den neu erworbenen Gebieten jenseits des Schollberges. Die Schollbergstrasse von Sargans durch die Howand nach Trübbach sollte den über 200 m höher gelegenen Saumpfad über Matug ersetzen. Die eidgenössischen Orte beschlossen 1490 an der Tagsatzung in Luzern, eine Fahrstrasse als Handels- und Militärstrasse über den Schollberg zu bauen.
Die 1492 fertiggestellte, 2,5 Meter breite Strasse wurde für den Auftragnehmer Michel Prentel aus dem Etschtal ein Verlustgeschäft. Die hohen Kosten für den Unterhalt konnten die Dreizehn Alte Orte durch Zolleinnahmen kaum decken. Die Strasse, die von der rechtsrheinischen Strasse über die Luziensteig konkurrenziert wurde, musste immer wieder den Wünschen der Kaufleute entsprechend angepasst werden (Verbreiterung wegen grösserer Fuhrwerke usw.). Das steile und rutschige Gelände führte oft zu Schäden. Die erste grössere Sanierung der Strasse am Schollberg erfolgte 1790.
In Vild, in der Nähe der Schlüsselstelle der Schollbergstrasse, wurden eine Pferdewechselstelle, eine Salzfaktorei und eine Zollstation zum Einzug der Zollgebühren errichtet. Der Zoll zu Vild wurde bereits 1490 in einer der ersten Amtsrechnungen des Sarganser Landvogts erwähnt.
Der Kanton St. Gallen, der 1803 der Eidgenossenschaft beigetreten war, konnte 1822 im Rahmen des Ausbaus der Verbindung auf der linken Rheintalseite die neue Schollbergstrasse auf einem Damm am Fuss des Schollbergs eröffnen.
Das Trasse der nicht mehr benützten alten Schollbergstrasse wurde mit der Zeit verschüttet und überwuchert. Steinabbau und Festungsbauten setzten dem Weg zu, und beim grossen Steinbruch wurde die Linienführung gänzlich unterbrochen. Die Alte Landstrasse ist dort erhalten geblieben, wo sie erhöht über der Rheinebene angelegt wurde, wie beim Holenweg (Abschnitt SG 3.1.2) und am Schollberg (Maziferchopf, Abschnitt SG 3.1.3). Die durch die Rheinebene verlaufenden Teile sind im 19. Jahrhundert durch die Staatsstrasse SG 3.2 überformt oder im Zuge der umfassenden Melioration des Rheintals reurbarisiert worden.

## Restaurierung als Wanderweg
In den Jahren 2010 bis 2012 wurde das Trassee durch traditionelle bauliche Massnahmen instandgestellt (zementfreier Spezialmörtel und Kalkstein aus der Region) und damit denkmalpflegerisch und ökologisch aufgewertet. Um die ursprüngliche Dimensionierung und den Verlauf der alten Schollbergstrasse wiederherstellen zu können, wurden vorgängig von Archäologen Sondierschnitte vorgenommen.
Bei der Restaurierung wurde der Original-Strassenverlauf wo möglich beibehalten. Für den durch den grossen Steinbruch zerstörten Wegabschnitt wurde 2014 eine Umgehung durch einen Tunnel gebaut.
Am 20. September 2014 konnte die alte Schollbergstrasse als Wanderweg wieder eröffnet werden. Sie soll einen eindrucksvollen Abschnitt der Via Rhenana bilden, die im Auftrag der St. Galler Behörden vom Bodensee bis nach Graubünden verlängert werden soll.

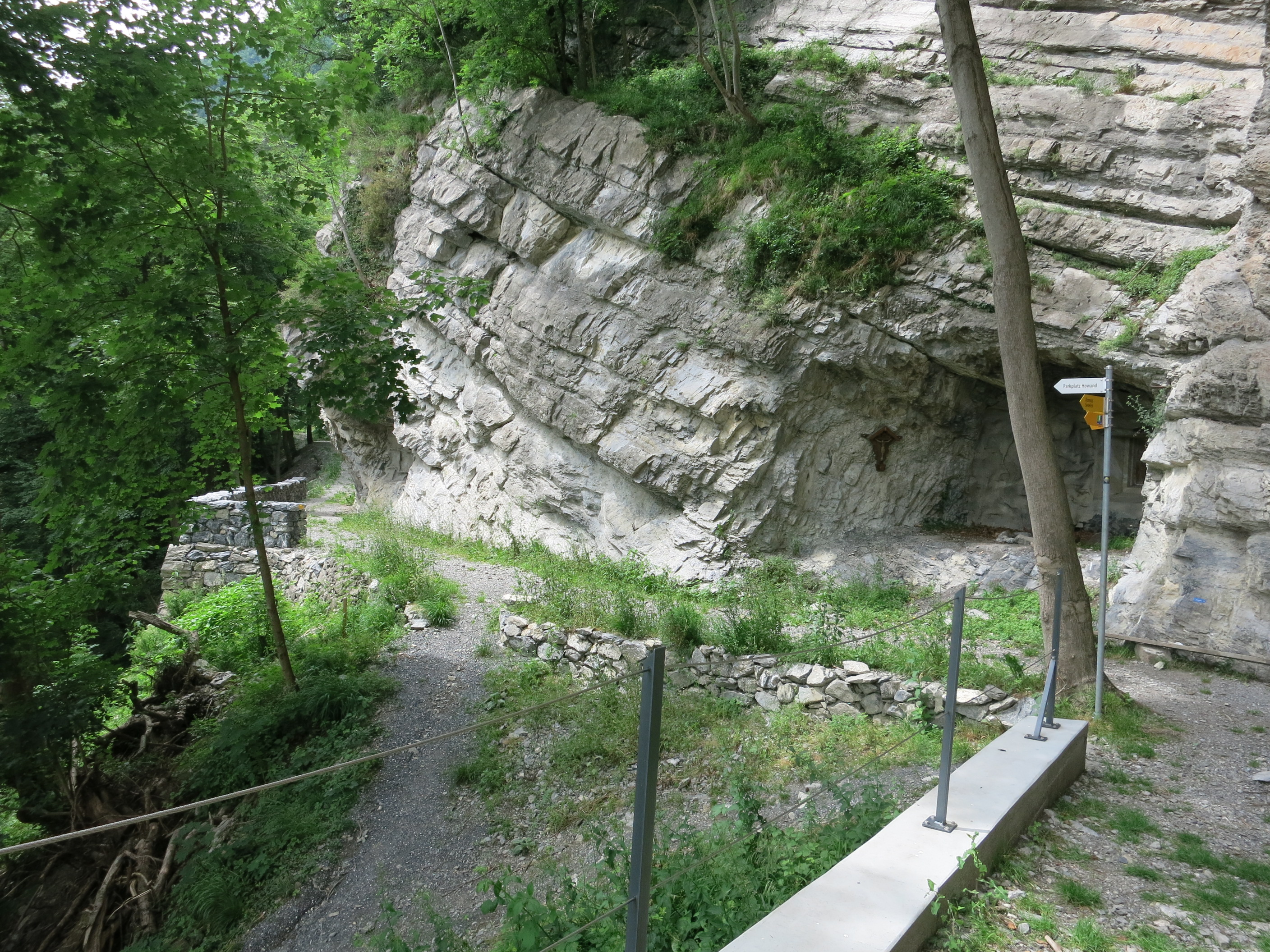
Oberhalb Infanteriewerk Schollberg 3
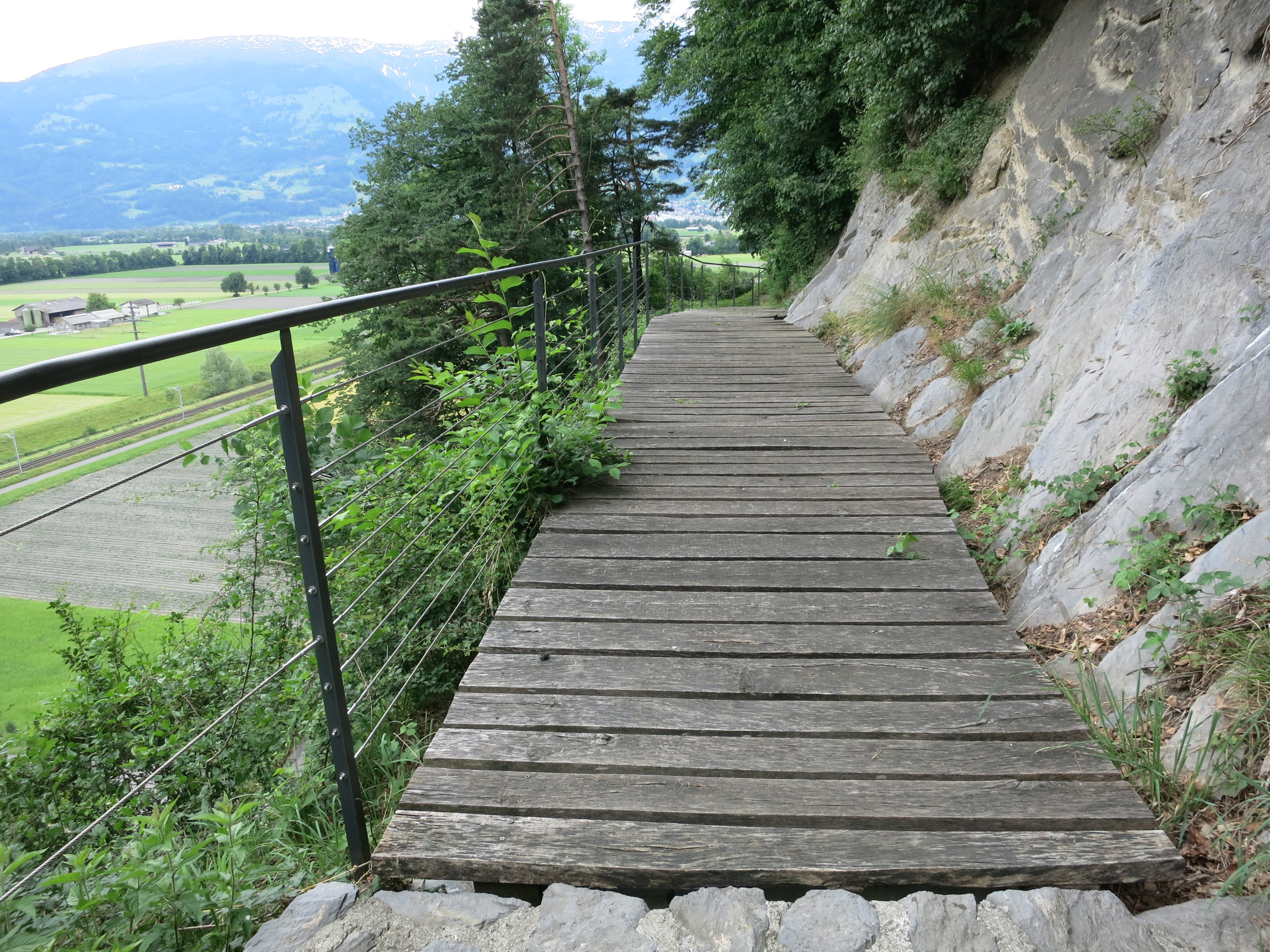
Fussgängersteg über der Howand
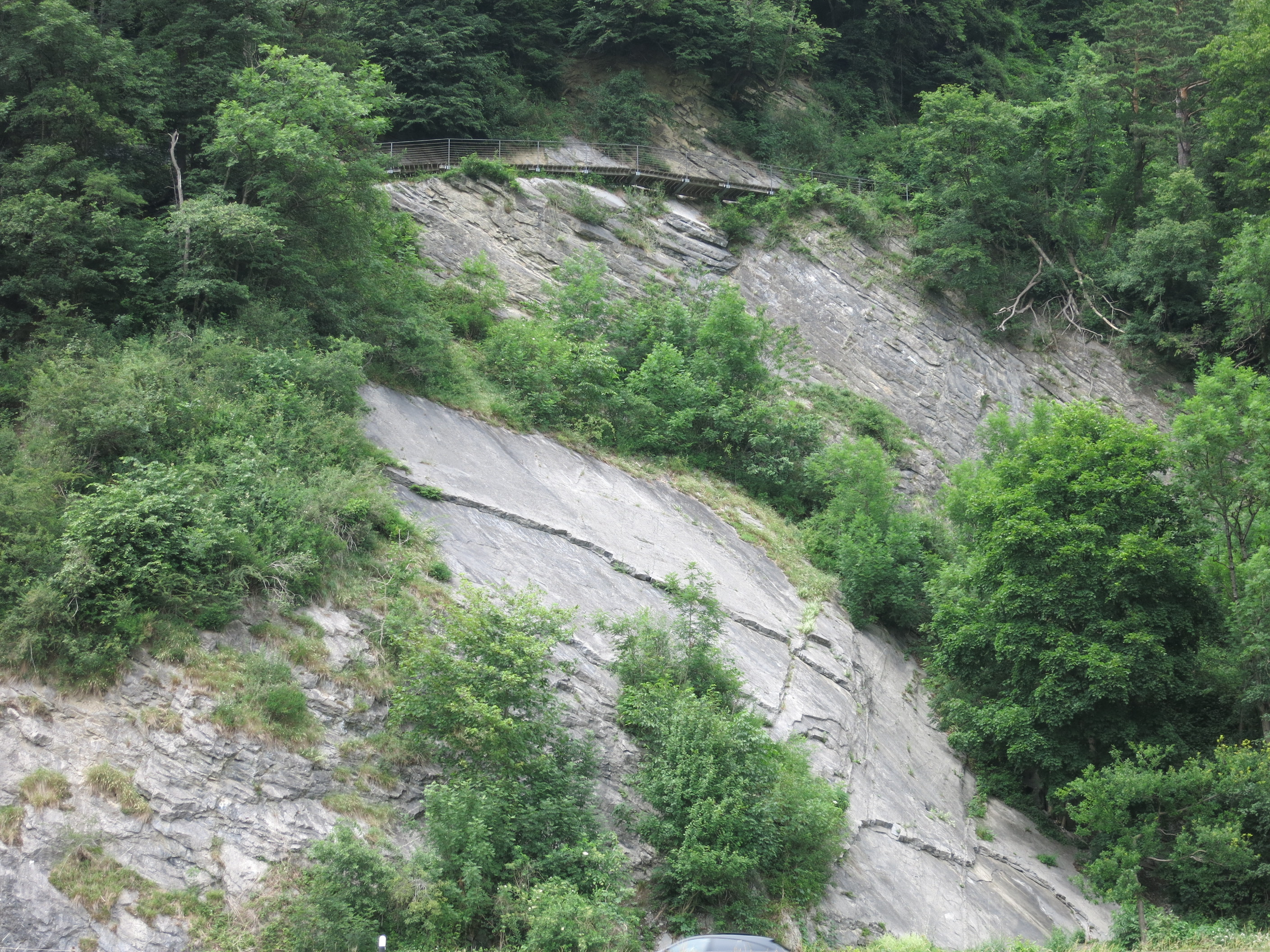
Howand
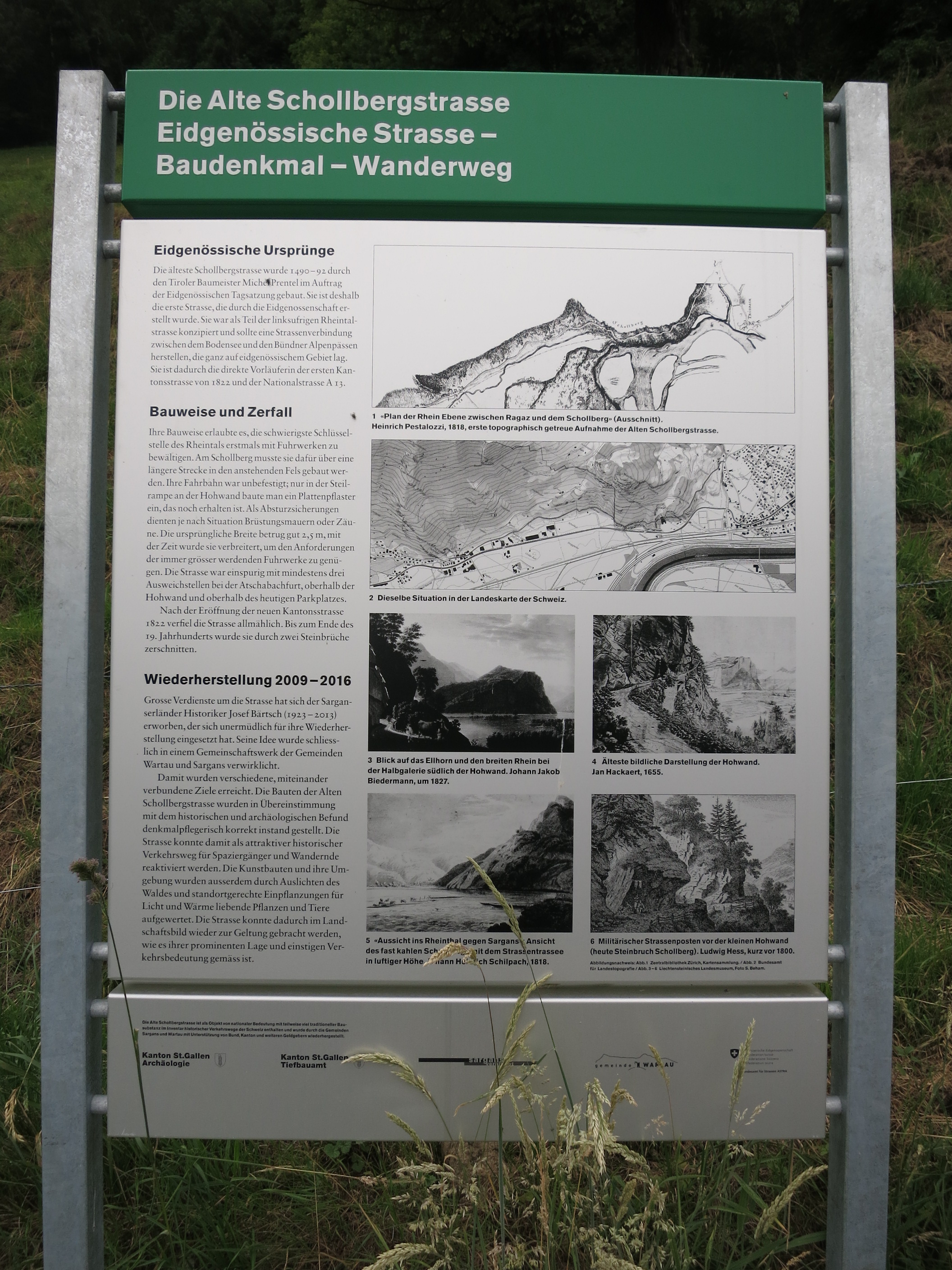
Informationstafel am Wanderweg